# Lloseta
Lloseta è un comune spagnolo di 5 704 abitanti. Si trova nella parte centrale dell'isola di Maiorca, sul versante sud della Sierra de Tramontana. La metà della superficie comunale è montagnosa, mentre l'altra metà è per lo più collinare o pianeggiante.
Il territorio comunale è attraversato dalla linea ferroviaria Palma - Inca - Sa Pobla - Manacor.
Lloseta fa parte della comunità autonoma delle Isole Baleari.